# Joseph Aaron
Joseph Abraham Aaron (* vor 1796 in Schwerin; † 1830 ebenda) war ein deutscher Medailleur und Stempelschneider.
Joseph Aaron, Sohn des mecklenburgischen Hofmedailleurs Abraham Aaron, erhielt 1796 die Zusicherung der Amtsnachfolge seines Vaters in Schwerin, die er dann 1825 nach dem Tode seines Vaters auch antreten konnte. 1819 schuf er die Medaille zum 400. Jubiläum der Universität Rostock, signiert I. A. Aaron. Durch seine Heirat mit Sasilia Hinrichsen, Enkelin von Michel bar Ruben Hinrichs verbanden sich die beiden führenden jüdischen Familien in Schwerin zu (später) Hinrichsen-Ahronheim.